# Studio Dragon
Studio Dragon Corporation (hangeul : 스튜디오드래곤 주식회사 ) est une société de production sud-coréenne fondée le 3 mai 2016, dont le siège est à Séoul. C'est une filiale du géant du divertissement  CJ ENM.
La société a fait son entrée à la bourse de Corée du Sud le 24 novembre 2017 et a intégré l'indice KOSDAQ, où sa société mère est également cotée.
En 2019, le studio signe un partenariat avec Netflix pour la production et la distribution internationale de contenus.

## Logo

Logo de Studio Dragon

Le logo du Studio Dragon s’est inspiré de Chintamani, une pierre précieuse accomplissant les souhaits dans les traditions hindoue et bouddhiste. Il représente la culture asiatique, dont la société souhaite glorifier à travers toutes leurs propres productions. Créé par la société de conception et de marque BRANDMAJOR, le logo a été présenté dans la série télévisée Squad 38 (38사기동대) en 2016.

## Filmographie

### En tant que producteur

#### 2016
- Shuttle Love Millennium (相爱穿梭千年貳：月光下的交换)
- Another Miss Oh (또! 오해영)
- Dear My Friends (디어 마이 프렌즈)
- Squad 38 (38사기동대)
- The Good Wife (굿 와이프)
- On the Way to the Airport (공항가는 길)
- Woman with a Suitcase (캐리어를 끄는 여자)
- Entourage (안투라지)
- Legend of the Blue Sea (푸른 바다의 전설)

#### 2017
- Circle (써클: 이어진 두 세계)
- My Golden Life (황금빛 내 인생)
- Bravo My Life (브라보 마이 라이프)
- Drama Stage (드라마 스테이지)

#### 2018
- Children of a Lesser God (작은 신의 아이들)
- The Guest (손 the guest)
- The Smile Has Left Your Eyes (하늘에서 내리는 일억개의 별)
- Dear My Room (은주의 방)

#### 2019
- Love Alarm (좋아하면 울리는)
- Touch Your Heart (진심이 닿다)
- Arthdal Chronicles (아스달 연대기)
- Doctor John (의사요한)
- Watcher (왓쳐)
- The Lies Within (모두의 거짓말)

#### 2020
- I Have Been There Once ou Once Again (한 번 다녀왔습니다 )
- My Holo Love (나 홀로 그대)
- Sweet Home (스위트홈)
- The King: Eternal Monarch (더 킹: 영원의 군주)
- Crash Landing on You (사랑의 불시착)

#### 2021
- Navillera (나빌레라)
- Kingdom (킹덤)
- Doom at Your Service (어느 날 우리 집 현관으로 멸망이 들어왔다)
- Hometown Cha-Cha-Cha (갯마을 차차차)
- The Devil Judge (악마판사)
- Happiness (해피니스)
- Secret Royal Inspector & Joy (어사와 조이)
- Bad and Crazy (배드 앤 크레이지)

#### 2022
- Ghost Doctor (고스트 닥터)
- Twenty-Five Twenty-One (스물다섯 스물하나)
- Our Blues (우리들의 블루스)
- Alchemy of Souls (환혼)
- Little Women (작은 아씨들)
- Behind Every Stars (연예인 매니저로 살아남기)
- Big Mouth (série télévisée) (빅마우스)
- Start-Up PH
- Connect (série télévisée) (커넥트)
- Island (아일랜드)

#### 2025
- The Manipulated (조각도시)
- La Fée et le Bouvier (견우와 선녀)

### En tant que planificateur, créateur et développeur

#### 2016
- Hey Ghost, Let's Fight (싸우자 귀신아)
- Cinderella with Four Knights (신데렐라와 네 명의 기사)
- The K2 (더 케이투)
- Goblin (쓸쓸하고 찬란하神 – 도깨비)

#### 2017
- Voice (보이스)
- Introverted Boss (내성적인 보스)
- Tomorrow, With You (내일 그대와)
- The Liar and His Lover (그녀는 거짓말을 너무 사랑해)
- Tunnel (터널)
- Chicago Typewriter (시카고 타자기)
- Duel (듀얼)
- Stranger (비밀의 숲)
- The Bride of Habaek (하백의 신부 2017)
- Criminal Minds (크리미널 마인드)
- Save Me (구해줘)
- Live Up to Your Name (명불허전)
- Argon (아르곤)
- Black (블랙)
- Bad Guys 2 (나쁜 녀석들: 악의 도시)
- Avengers Social Club (부암동 복수자들)
- A Korean Odyssey (화유기)
- Revolutionary Love (변혁의 사랑;)
- Because This Is My First Life (이번 생은 처음이라)
- The Most Beautiful Goodbye (세상에서 가장 아름다운 이별)

#### 2018
- Mother (마더)
- Cross (크로스)
- Live (라이브)
- My Mister (나의 아저씨)
- Lawless Lawyer (무법 변호사)
- About Time (멈추고 싶은 순간: 어바웃타임)
- Mistress (미스트리스)
- What's Wrong with Secretary Kim (김비서가 왜 그럴까)
- Life on Mars (라이프 온 마스)
- Mr. Sunshine (미스터 션샤인)
- Familiar Wife (아는 와이프)
- Voice 2 (보이스 2)
- Room No. 9 (나인룸)
- 100 Days My Prince (백일의 낭군님)
- Player (플레이어)
- Tale of Fairy (계룡선녀전)
- Memories of the Alhambra (알함브라 궁전의 추억)
- Encounter (남자친구)
- Priest (프리스트)
- Quiz of God: Reboot (신의 퀴즈:리부트)

#### 2019
- Abyss (어비스)
- Romance Is a Bonus Book (로맨스는 별책부록)
- He Is Psychometric (사이코메트리 그녀석)
- The Crowned Clown (왕이 된 남자)
- Confession (자백)
- Designated Survivor - 60 jours (60일, 지정생존자)
- Her Private Life (그녀의 사생활)
- Hotel del Luna (호텔 델루나)
- The Great Show (위대한 쇼)
- Miss Lee (청일전자 미쓰리)
- Melting Me Softly (날 녹여주오)
- Search: WWW (검색어를 입력하세요: WWW)
- Crash Landing on You (사랑의 불시착)
- Psychopath Diary (싸이코패스 다이어리)
- Le Retour du mal (빙의)
- Kill It (킬잇)
- Voice 3 (보이스 3)
- Save Me 2 (구해줘 2)
- Class of Lies (미스터 기간제)
- Black Dog: Being A Teacher (블랙독 (드라마)
- The Running Mates: Human Rights (달리는 조사관)

#### 2020
- Money Game (머니게임)
- Hi Bye, Mama! (하이바이, 마마!)
- A Piece of Your Mind (반의 반)
- The Cursed (방법)
- Record of Youth (청춘기록)
- Flower of Evil (악의 꽃)
- Oh My Baby (오 마이 베이비)
- Stranger 2 (비밀의 숲 2)
- Memorist (메모리스트)
- When My Love Blooms (화양연화 – 삶이 꽃이 되는 순간)
- My Unfamiliar Family (아는 건 별로 없지만) 가족입니다)
- It's Okay to Not Be Okay (사이코지만 괜찮아)
- Start-Up (시동)
- Rugal (루갈)
- Tell me What You Saw (본대로 말하라)
- Demon Catchers (경이로운 소문)

#### 2022
- Island (아일랜드)

### 2023
- Doona! (두나)
- The Heavenly Idol (성스러운 아이돌)

### 2025
- La Fée et le Bouvier (견우와 선녀)